# William P. Yarborough
Pour les articles homonymes, voir Yarborough.
William Pelham Yarborough (12 mai 1912 – 6 décembre 2005) est un lieutenant-général de l'armée américaine. Il est connu comme le « père des bérets verts modernes ».

## Carrière
Yarborough s'engage de l'armée en 1931. Devenu parachutiste, il commande, en 1940, la compagnie C du 501e bataillon d'infanterie parachutée. 
Inventeur naval, il développe courant 1941, les bottes de saut, la tenue de saut M41 et le Jump Wings (l'insigne de qualification du parachutiste), pour lesquels il obtient plusieurs brevets.
En juillet 1942, il planifie la première opération aéroportée américaine en Afrique du Nord. En novembre, il saute en Algérie et en Tunisie.
En mars 1943, il dirige le 2/504e régiment d'infanterie parachutée et en juillet, il saute en Sicile lors de l'opération Husky. En octobre, Yarborough commande le 509e bataillon d'infanterie parachutée qui débarque en janvier 1944 à Anzio en Italie, et le 15 août, il saute dans le sud de la France lors du débarquement de Provence.
En 1961, Yarborough impose le port du béret vert aux forces spéciales américaines. Il supervisera l'emploi de ces forces pendant la guerre du Viêt Nam, avant de prendre sa retraite en 1971 avec le grade de lieutenant-général.